# 鋼之鍊金術師 (2017年電影)
《鋼之鍊金術師》（日语：鋼の錬金術師）是2017年12月1日上映的日本電影。監督為曾利文彥，主演為山田涼介。本作為該漫畫首度改編為真人電影。本部真人電影的續作《鋼之鍊金術師 完結篇 復仇者斯卡》及《鋼之鍊金術師 完結篇 最後的鍊成》分別於2022年5月20日及6月24日在日本上映。

## 登場角色
- 愛德華·艾力克 （演：山田涼介）（童年：高橋來）
- 阿爾馮斯·愛力克 （聲：水石亞飛夢）（童年：星流）
- 雲尼·諾貝爾 （演：本田翼）
- 萊·馬斯丹 （演：藤岡靛）
- 莉莎·霍克愛 （演：蓮佛美沙子）
- 安比 （演：本鄉奏多）
- 提姆·馬可 （演：國村隼）
- 柯奈洛 （演：石丸謙二郎）
- 格蕾莎·修茲 （演：原田夏希）
- 桂杜尼 （演：內山信二（日语：内山信二））
- 馬斯·休斯 （演：佐藤隆太）
- 瑪麗亞·羅斯 （演：夏菜）
- 修·塔克 （演：大泉洋，特別出演）
- 哈庫洛 （演：小日向文世）
- 拉斯多 （演：松雪泰子）

## 製作人員
- 原作 - 荒川弘「鋼之鍊金術師」（史克威爾艾尼克斯刊）
- 監督 - 曾利文彥（日语：曽利文彦）
- 動畫制作 - OXYBOT
- 製作 - 電影《鋼之鍊金術師》製作委員會
- 配給 - 日本華納娛樂

## 評價
爛番茄新鮮度為38%，總分為5.9/10，表現褒貶不一。

## 製作
2016年6月上旬於義大利拍攝。

## 備註
1. 1 2  . 映画ナタリー. 2016-05-24  [2016-05-24]. （原始内容存档于2016-05-23）.
2. ↑  . 2022-03-02  [2022-03-02]. （原始内容存档于2022-03-01）.

## 外部連結
- （日語）鋼の錬金術師 官方網站 （页面存档备份，存于）
- 鋼之鍊金術師的X（前Twitter）